# GTD-1250
La turbina a gas GTD-1250, es el propulsor principal del tanque T-80U soviético, construido por la firma KADVI, en Rusia desde el año de 1983.

## Historia
Se deriva de la necesidad del desarrollo de un propulsor más eficiente y de menor complejidad frente a lo ofrecido por los motores diésel emplazados en el T-64, el 5TDF; que apenas erogaba 840 caballos (626 kW); y el cual resultaba difícil de mantener.
Ante las necesidades del proyecto Objy'ect 187, llevado a cabo por la firma KMDB; la firma Klimov presentó una evolución de una turbina aeronáutica, creada para el Mi-2 Hoplite, la GTD-1000TF, derivada de la GTD-1000, en la que se modifica el diseño al punto de aumentar su fuerza motriz.

## Diseño
Se deriva del propulsor GTD-1000TF, del cual conserva muchas de sus características mecánicas, como su simpleza en diseño y construcción, pero mejora su potencia motora, ya que la lleva desde los 1000 caballos (746 kW) a los 1250 caballos (932 kW) finales, y logra una muy buena relación peso/potencia en su usuario final, el tanque T-80.
Su peso, de 1050 kilogramos (2315 lb); le otorga una facultad no encontrada en su rival estadounidense, la AGT-1500; que hace de su cambio una labor de menos de tres minutos; frente a los 15 que se toma un equipo de reclutas norteamericanos expertos en cambiar la del tanque M1 Abrams.
Para su arranque se emplean dos sistemas, uno propulsado por dos baterías auxiliares, y otro en donde la APU GTA-18 suministra el impulso necesario para su arranque. Su eficiencia de consumo respecto al modelo precedente se aumetó en un 9%, pudiéndose usar combustibles como gasoil, etanol, y hasta gasolina convencional. Su velocidad tope es mayor en un 29% que la de sus predecesoras, ya equipadas en modelos de tanques T-80 y camiones de la MAZ.

## Tabla de características
Especificaciones del turbofan serie GTD
| Versiones de Motores turbofan GTD   | Versiones de Motores turbofan GTD | Versiones de Motores turbofan GTD |
| ----------------------------------- | --------------------------------- | --------------------------------- |
| GTD-1000T                           | GTD-1000TF                        | GTD-1250                          |
| Potencia                            |                                   |                                   |
| 1000 caballos (746 kW)              | 1100 caballos (820 kW)            | 1250 caballos (932 kW)            |
| Consumo de combustible (galón/hora) |                                   |                                   |
| 240                                 | 235                               | 225                               |
| Largo                               |                                   |                                   |
| 1494                                | 1494                              | 1494                              |
| Ancho                               |                                   |                                   |
| 1042                                | 1042                              | 1042                              |
| Altura                              |                                   |                                   |
| 888                                 | 888                               | 888                               |
| Peso                                |                                   |                                   |
| 1050                                | 1050                              | 1050                              |

## Usos
- MAZ-7907 - Turbofán GTD-1000T
- MAZ-537 - Turbofán GTD-1250T/A
- T-80 - Turbofán GTD-1250